# نقد گوگل
نقد گوگل شامل نگرانی برای اجتناب از مالیات، سوء استفاده و دستکاری در نتایج جستجو، استفاده از مالکیت معنوی دیگران، نقض حریم خصوصی افراد، همکاری گوگل ارث با ارتش برای جاسوسی از کاربران، مصرف انرژی سرورهای آن و همچنین نگرانی در مورد موضوعات سنتی تجارت مانند انحصار، محدودیت تجارت، وام گرفتن ایده و اتاق اکو ایدئولوژیک است.

## انحصار طلبی
طبق گفته جو ویلکاکس از Microsoft-Watch، گوگل تسلط جستجوی خود را افزایش داده و به عنوان دروازه اطلاعات تبدیل شده‌است. همکارانش نظر مشابهی ندارند.

### اندروید
در تاریخ ۲۰ آوریل ۲۰۱۶، اتحادیه اروپا شکایتی رسمی ضد انحصاری علیه سلطه گوگل روی فروشگاه‌های اندرویدی ارائه داد، و ادعا کرد که بسته‌بندی اجباری اندروید به همراه کل مجموعه نرم‌افزار اختصاصی گوگل، مانع از توانایی رقابت ارائه دهندگان در دستگاه‌هایی که دارای توزیع‌های اندرویدی هستند شده‌است. در ژوئن سال ۲۰۱۸، کمیسیون اروپا جریمه ۵ میلیارد دلاری برای گوگل در رابطه با شکایات آوریل ۲۰۱۶ تعیین کرد.

## حریم خصوصی

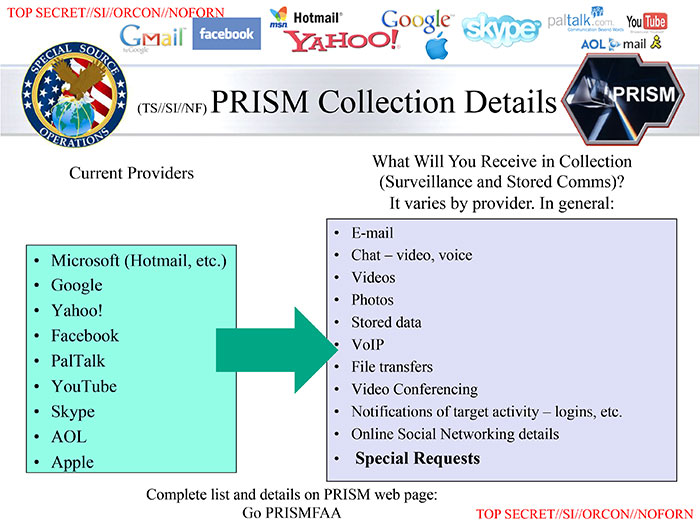
PRISM: یک برنامه نظارت مخفیانه که طبق آن NSA داده‌های کاربران را از شرکت‌هایی مانند گوگل جمع می‌کند. (اسلایشی از واشینگتن پست که به تحلیلگران اطلاعاتی در آژانس امنیت ملی در مورد برنامه PRISM در مورد قابلیت‌های آن و ارائه آرم‌های شرکت‌های درگیر در آن آگاهی می‌داد).

تغییر حریم خصوصی گوگل در اول مارس ۲۰۱۲، این شرکت را قادر می‌سازد تا داده‌ها را با سرویس‌های گسترده‌ای به اشتراک بگذارد. این شامل خدمات جاسازی شده در میلیون‌ها وب سایت شخص ثالث با استفاده از Adsense و Analytics می‌شود.
در دسامبر سال ۲۰۰۹، پس از ایجاد نگرانی در مورد حفظ حریم خصوصی، مدیرعامل گوگل، اریک اشمیت، اظهار داشت: "اگر کاری کرده‌اید که نمی‌خواهید کسی آن را بداند، نباید اصلاً آن را انجام دهید. اگر واقعاً به آن نوع حریم خصوصی احتیاج دارید، واقعیت این است که موتورهای جستجو - از جمله گوگل- این اطلاعات را برای مدتی حفظ می‌کنند و این مهم است، به عنوان مثال، اطلاعات شما طبق قانون می‌تواند در اختیار مقامات ایالات متحده قرار گیرد. "
سازمان حریم خصوصی بین‌المللی نگرانی‌هایی را در مورد خطرات و پیامدهای حریم خصوصی داشتن یک انبار داده مرکزی عنوان کرد.
در کنفرانس Techonomy در سال ۲۰۱۰، اریک اشمیت پیش‌بینی کرد که "شفافیت واقعی و ناشناس نبودن" راه پیش روی اینترنت است: "در دنیای تهدیدات همزمان، خیلی خطرناک است که در آنجا راهی وجود نداشته باشد تا شما را شناسایی کنیم. ما به یک سرویس نام [تأیید شده] برای افراد نیاز داریم. دولت‌ها به آن نیازمند هستند. " وی همچنین گفت: "اگر به اندازه کافی از پیام‌های شما و موقعیت مکانی شما را بررسی کنم و از هوش مصنوعی استفاده کنم، می‌توانیم پیش بینی کنم که کجا می‌خواهید بروید. ۱۴ عکس از خودتان به ما نشان دهید و ما می‌توانیم مشخص کنید که شما کی هستید. فکر می‌کنید ۱۴ عکس از خودتان در اینترنت ندارید؟ عکسهای فیس بوک دارید! "

## سانسور
گوگل به دلایل موارد مختلف، نتایج جستجوی خود را سانسور می‌کند. بارها و بارها مطابق قوانین کشورهای مختلف مورد انتقاد قرار گرفته‌است، مهمترین آنها مربوط به ژانویه ۲۰۰۶ تا مارس ۲۰۱۰ است که گوگل در چین فعالیت می‌کرد.

### جستجوی وب
از تاریخ ۱۲ دسامبر ۲۰۱۲، ویژگی جستجوی امن گوگل در مورد جستجوی تصویر در ایالات متحده اعمال می‌شود. قبل از تغییر، سه گزینه جستجوی امن "روشن"، "متوسط" و "خاموش" در دسترس کاربران بود. پس از تغییر، دو گزینه "روشن"و"خاموش"باقی ماند. تنظیمات قبلی و جدید "روشن" مشابه هستند و تصاویر صریح را از نتایج جستجو حذف می‌کنند. تنظیم جدید "خاموش" هنوز هم اجازه می‌دهد تا تصاویر صریح در نتایج جستجو ظاهر شوند، اما کاربران باید درخواستهای جستجوی خاص تری را وارد کنند و هیچ معادل مستقیمی از تنظیم "خاموش" قدیمی در پی تغییر وجود ندارد. این تغییر نتایج جستجوی تصویر را با تنظیمات موجود Google برای جستجوی وب و ویدئو منطبق می‌کند.

### چین
گوگل در سانسور برخی سایت‌های خاص در کشورها و مناطق خاص شرکت داشته‌است. تا ماه مارس سال ۲۰۱۰، گوگل طبق سیاست‌های سانسور اینترنت در چین، برای رعایت شرایط سامانه فیلترینگ تحت عنوان "فایروال بزرگ چین ". نتایج جستجوی Google.cn برای حذف برخی از اطلاعات که تصور می‌شود برای جمهوری خلق چین مضر است فیلتر می‌شد. گوگل ادعا کرد که برای جلوگیری از انسداد کامل گوگل در چین، همانگونه که در سال ۲۰۰۲ اتفاق افتاد، برخی سانسور لازم است. این شرکت ادعا می‌کند که قصد ندارد اطلاعاتی را در مورد کاربرانی که به دنبال محتوای مسدود شده هستند، به دولت بدهد و به کاربران اطلاع می‌دهد که در صورت تلاش برای جستجوی آن، محتوای محدود شده‌است. از سال ۲۰۰۹، گوگل تنها موتور جستجوی اصلی مستقر در چین بود که به‌طور صریح کاربر را در هنگام مسدود شدن یا مخفی شدن نتایج جستجو به کاربر اطلاع می داد. از دسامبر ۲۰۱۲، گوگل دیگر کاربر را از سانسور احتمالی برای برخی از سؤالات خاص هنگام جستجو مطلع نمی‌کند.

### ترکیه
گوگل در سانسور از تصاویر ماهواره ای نقشه اش در سراسر ترکیه دست داشته‌است و برنامه‌های اندروید و iOS را با استفاده از .com , .tr و .tld به‌طور خودکار تحت تأثیر قرار می‌دهد. کاربران دسک تاپ به راحتی می‌توانند با پاک کردن .tr و .tl از آدرس، از این سانسور جلوگیری کنند اما همین تکنیک برای برنامه‌های گوشی‌های هوشمند غیرممکن است.

## سایر

### حذف اکانت های غیرفعال
در ماه مه سال 2023، گوگل اعلام کرد که حذف حساب‌های کاربری غیرفعال از دسامبر 2023 شروع می‌شود و به دلایل امنیتی اشاره کرد که احتمال به خطر افتادن حساب‌های قدیمی و استفاده نشده بیشتر است. گوگل ادعا کرد که «حساب‌های فراموش‌شده یا بدون نظارت اغلب به گذرواژه‌های قدیمی یا استفاده‌شده‌ای متکی هستند که ممکن است در معرض خطر قرار گرفته باشند، احراز هویت دو عاملی تنظیم نشده باشند و بررسی‌های امنیتی کمتری توسط کاربر دریافت کنند». قصد دارد ویدیوهای YouTube را حذف کند».
تصمیم برای حذف حساب‌های غیرفعال انتقادات و واکنش‌هایی را برانگیخته است. منطق امنیتی ذکر شده در پشت چنین تصمیمی مورد تمسخر قرار گرفت و با یک سناریوی فرضی مقایسه شد که در آن یک بانک در صورتی که در برابر دزدان ایمن نباشد باید سوزانده شود. علاوه بر این، گروه هکتیویست انانیموس بارها به تصمیم برای حذف حساب‌های غیرفعال اعتراض کرده و آن‌ها را «خشن» توصیف کرده و گفته است که این تصمیم «تاریخ را نابود خواهد کرد».